# Pipotes de la muerte
El caso conocido como "Pipotes de la muerte" fue un escándalo ambiental ocurrido en Venezuela en el año 1987, en el que principalmente 2 buques con barriles de desechos tóxicos provenientes de Italia (también conocidos como barcos tóxicos) arribaron dicho país. Estos hechos desencadenaron protestas en el sector ciudadano, fuertes críticas en la opinión pública y en la política venezolana de ese momento, permitiendo que se crearan leyes y prohibiciones al respecto.
Debido a un vacío legal sobre la exportación de residuos tóxicos fuera de Europa, traficantes de residuos propusieron a las industrias europeas suscribir contratos de entrega de toneladas de residuos a empresas de países en vías de desarrollo, entre ellos Venezuela.
El escándalo no se trató únicamente de los barriles de residuos tóxicos, el mismo año también ocurrió la importación de 6000 toneladas de carne radiactiva por parte de empresarios venezolanos desde países de la Comunidad Económica Europea, donde el ganado habría absorbido la radiactividad propagada por el accidente de Chernobyl. El primer buque, llamado Lynx, llegó a Puerto Cabello en abril de 1987 y se descargaron aproximadamente 11.000 barriles de desechos tóxicos, lo que dañó la salud y la calidad de la vida de las poblaciones cercanas.
El segundo buque, llamado Radhost, llegó a Puerto Cabello en julio del mismo año y esta vez los barriles no fueron descargados. Debido a la profunda presión social ejercida por los medios de comunicación, las autoridades venezolanas ordenaron la devolución de los primeros desechos transportados por el Lynx y no permitieron que el Radhost entrase en el puerto.

## Tráfico de residuos
Este tipo de negocio puede resultar conveniente para algunos gobiernos dada la demanda de lugares donde depositar dichos desechos y que son escasos los países receptores; en el caso de Venezuela, Puerto Cabello tenía fama de ingresar cualquier desecho siempre que el pago fuese conveniente, por lo tanto surgieron convenios entre empresas privadas de Venezuela e Italia que acordaron contratos de entrega de toneladas de residuos. Esto se hizo gracias a un vacío legal sobre la exportación de residuos tóxicos fuera de Europa.

## Medios de comunicación
Los medios de comunicación social dieron a conocer el suceso a las autoridades y a la opinión pública, comenzando por un periodista que alertó sobre la importación de desechos tóxicos. Seguidamente diversos medios y columnistas emitían reportajes sobre los sucesos. El 7 de julio de 1987, gracias a la presión de los medios y la opinión pública, el gobierno prohibió el desembarco del segundo buque.

### Protestas
La población afectada realizó manifestaciones, y diversos grupos, asociaciones de vecinos y grupos ambientales convocaron una marcha denominada "Marcha por la vida" para que las entidades gubernamentales se llevaran los barriles descargados por el primer buque.

## Acciones y medidas
A mediados de septiembre de 1987 los organismos del Estado tomaron las siguientes acciones:
- Elaborar una normativa nacional contra la importación de desechos tóxicos y un tratamiento correcto a los producidos dentro del país.
- Plantear la situación en la Organización de los Estados Americanos para así adoptar las medidas pertinentes.
- Emitir órdenes de detención a los responsables que permitieron la entrada de dichas sustancias al país.

Posteriormente la prohibición de la entrada de desechos tóxicos se elevó a ley constitucional y se encuentra en el artículo 129 de la constitución de Venezuela de 1999.

Todas las actividades susceptibles de generar daños a los ecosistemas deben ser previamente acompañadas de estudios de impacto ambiental y socio cultural. El Estado impedirá la entrada al país de desechos tóxicos y peligrosos, así como la fabricación y uso de armas nucleares, químicas y biológicas. Una ley especial regulará el uso, manejo, transporte y almacenamiento de las sustancias tóxicas y peligrosas. (...)
Constitución de la República Bolivariana de Venezuela, Título III, Capítulo IX, Art. 129

En materia internacional, Venezuela se encuentra suscrita a la Convención de Basilea, tratado multilateral del medio ambiente que prohíbe exportar desechos tóxicos a países donde su importación no esté permitida.